# Et vint le jour de la vengeance
Pour plus de détails, voir Fiche technique et Distribution.
Et vint le jour de la vengeance (Behold a Pale Horse) est un film américain réalisé par Fred Zinnemann, sorti en 1964. Il est basé sur la vie de l'anarchiste espagnol Francesc Sabaté.

## Synopsis
Après la guerre civile espagnole (1936-1939), Manuel Artíguez (Gregory Peck), se réfugie en France. Vingt ans plus tard, le fils de son meilleur ami traverse la frontière pour lui demander de retourner en Espagne et tuer Viñolas (A. Quinn), un sergent de la Garde civile responsable de la mort de son père. Mais Artíguez, fatigué de tout, refuse. Cependant, lorsque la mère d'Artíguez tombe gravement malade, Viñolas saisit cette occasion pour lui tendre un piège. Ce film est basé sur la vie de l'anarchiste espagnol Francesc Sabaté.

## Fiche technique
- Titre : Et vint le jour de la vengeance
- Titre original : Behold a Pale Horse
- Réalisation : Fred Zinnemann
- Scénario : J.P. Miller, d'après le roman Killing a Mouse on Sunday, d'Emeric Pressburger
- Production : Alexandre Trauner et Fred Zinnemann
- Société de production : Columbia Pictures
- Budget : 3,9 millions de dollars américains (2,86 millions d'euros)
- Musique : Maurice Jarre
- Photographie : Jean Badal
- Montage : Walter Thompson
- Décors : Alexandre Trauner
- Costumes : Joan Bridge et Elizabeth Haffenden
- Pays d'origine : États-Unis
- Format : Noir et blanc - 1,85:1 - Mono - 35 mm
- Genre : Drame
- Durée : 118 minutes
- Date de sortie : 14 août 1964 (États-Unis)
- Affiche : Georges Kerfyser (France)

## Distribution
- Gregory Peck  (VF :  Raymond Loyer) : Manuel Artiguez
- Anthony Quinn (VF : Jean Davy)  : Vinolas
- Omar Sharif : Francisco
- Raymond Pellegrin  (VF : Lui-même) : Carlos
- Paolo Stoppa  (VF : Marcel Bozzuffi) : Pedro
- Mildred Dunnock : Pilar
- Daniela Rocca  (VF : Nadine Alari) : Rosana, la maîtresse de Vinolas
- Christian Marquand : Zaganar
- Marietto : Paco Dages
- Perrette Pradier : Maria
- Zia Mohyeddin (VF : Andre Valmy)  : Luis, le guide de Paco
- Rosalie Crutchley : Teresa, la femme de Vinolas
- Molly Urquhart : l'infirmière
- Pierre Dux (VF : William Sabatier) : le père Estiban
- Laurence Badie : la bonne de Vinolas
- Michael Lonsdale : le reporter
- Martin Benson (VF : Stéphane Audel) : le prêtre
- Alain Saury : Lieutenant Sanchez
- José Luis de Villalonga (VF : René Bériard) : le fournisseur de chevaux
- Elisabeth Wiener : la fille du café
- Annick Allières : Celestina
- Claude Berri
- Claude Confortès
- Albert Rémy
- Jean Rochefort : un prêtre (non crédité)[1]
- Jean-Paul Moulinot

## Autour du film
- Le tournage s'est déroulé dans les studios Franstudio de Saint-Maurice, dans le Val-de-Marne.

Il s'est aussi tourné à Pau, Lourdes, Bayonne et Gotein-Libarrenx en décors naturels. Des habitants de Pau, Bayonne et Gotein-Libarrenx ont été employés comme figurants.
Les scènes tournées à Pau furent principalement filmées dans le quartier du Hédas, quartier ayant vraiment accueilli des réfugiés espagnols. Certaines couturières locales, notamment Lily Josue, furent mises à contribution pour confectionner des aubes de prêtres.

## Quelques approximations de tournage
La scène d'introduction où Manuel Artíguez et ses compagnons d'armes franchissent sous la neige la frontière lors de la Retirada, fut en fait tournée à quelques dizaines de kilomètres plus au Nord, au col du Soulor dans le val d'Azun. On distingue bien la Latte de Bazen à l'Ouest, puis les hauteurs du Hautacam à l'Est.
Contre toute vraisemblance, alors que Carlos le contrebandier franchit la frontière d'une bourgade en direction de Pau supposément dans les Pyrénées Atlantiques, on le voit marchant sur les pentes neigeuses de l'ancien glacier de la Brèche de Roland à quelques centaines de mètres au Sud du pic des Sarradets, sur les hauteurs Ouest du Cirque de Gavarnie, soit un passage bien plus à l'Est que ce qui devrait.
Quand le père Francisco souhaite poster une lettre en gare de Pau et manque son train pour Lourdes, ce train roule en réalité en direction d'Orthez.